# Кучин, Валентин Степанович
Валенти́н Степа́нович Кучин (1920, Петроград — неизвестно) — советский футболист, защитник.
В 1946—1948 годах провёл 26 матчей в чемпионат СССР за «Динамо» Ленинград. Полуфиналист Кубка СССР 1947 года. В 1950 году — в составе «Дзержинца» Челябинск.